# 라마다
라마다(영어: Ramada)는 윈덤 월드와이드이 운영하는 호텔 체인이다.

## 직영 호텔
- 라마다 플라자 광주
- 라마다 플라자 충장
- 라마다 군산 호텔
- 라마다 용인 호텔
- 라마다 앙코르 해운대
- 라마다 앙코르 제주 서귀포
- 라마다 앙코르 제주 서귀포 이스트
- 라마다 제주 서귀포
- 라마다 제주 시티 호텔
- 라마다 앙코르 제주 연동
- 라마다 플라자 제주 오션 프론트
- 라마다 제주 함덕
- 라마다 앙코르 제주 성산
- 라마다 호텔 앤드 스위트 서울 남대문
- 라마다 서울 동대문
- 라마다 앙코르 서울 동대문
- 라마다 호텔 서울
- 데이즈 호텔 서울 명동
- 라마다 서울 신도림 호텔
- 라마다 앙코르 서울 마곡
- 라마다 인천
- 라마다 송도 호텔
- 라마다 플라자 수원
- 라마다 강원 속초
- 라마다 전주
- 하워드 존슨 제주 영동
- 데이즈 호텔 제주 서귀포 오션
- 하워드 존슨 제주 서귀포항
- 라마다 강원 태백
- 라마다 앙코르 평택
- 라마다 호텔 동탄
- 데이즈 호텔 동탄
- 평창 라마다 호텔&스위트
- 한강라마다앙코르(2019년)
- 라마다호텔춘천(2019년)
- 라마다프라자 여수호텔(2020년)